# Élection présidentielle autrichienne de 1971
L’élection présidentielle autrichienne de 1971 (Bundespräsidentenwahl in Österreich 1971) se sont tenues en Autriche le 25 avril 1971, en vue d'élire le président fédéral pour un mandat de six ans. Le social-démocrate Franz Jonas a été réélu au 1er tour avec près de 53 % des suffrages face à Kurt Waldheim.

## Résultats
| Inscrits                 | Inscrits                 | Inscrits                          | 5 024 324 |             |  |  |
| Abstentions              | Abstentions              | Abstentions                       | 236 618   | 4,71 %      |  |  |
| Votants                  | Votants                  | Votants                           | 4 787 706 | 95,29 %     |  |  |
|                          |                          |                                   |           |             |  |  |
| Bulletins enregistrés    | Bulletins enregistrés    | Bulletins enregistrés             | 4 787 706 |             |  |  |
| Bulletins blancs ou nuls | Bulletins blancs ou nuls | Bulletins blancs ou nuls          | 75 658    | 1,58 %      |  |  |
| Suffrages exprimés       | Suffrages exprimés       | Suffrages exprimés                | 4 712 048 | 98,42 %     |  |  |
|                          |                          |                                   |           |             |  |  |
|                          | Candidat                 | Parti                             | Suffrages | Pourcentage |  |  |
|                          | Franz Jonas              | Parti social-démocrate d'Autriche | 2 487 239 | 52,78 %     |  |  |
|                          | Kurt Waldheim            | Parti populaire autrichien        | 2 224 809 | 47,22 %     |  |  |